# Get You
«Get You» (укр. «Отримати тебе») — пісня російського співака Олексія Воробйова, з якою він представляв Росію на пісенному конкурсі Євробачення 2011. Композиція отримала 77 балів і посіла 16 позицію .

## Позиції в чартах
| Чарт           | Найвища позиція |
| -------------- | --------------- |
| Росія (TopHit) | 137             |